# Euphorbia creberrima
Euphorbia creberrima är en törelväxtart som beskrevs av Mcvaugh. Euphorbia creberrima ingår i släktet törlar, och familjen törelväxter. Inga underarter finns listade i Catalogue of Life.